# 薬丸兼雄
薬丸 兼雄（やくまる かねたか）は江戸時代中期の薩摩藩士。示現流の達人として知られた薬丸兼慶の子。
父の地頭就任により父とともに家格代々小番となる。また、久保之英の「見聞秘記」に登場している。藩職は記録方添役を勤める。

## 経歴
享保9年4月28日、弟の長右衛門とともに初お目見え。同年5月2日、部屋住みではあったが家格が小番となる。享保11年8月16日　新番を勤める。延享5年（1748年）には記録方添役に任じられた。寛延4年6月7日、病気のために職を辞す。宝暦元年（1751年）に隠居した父の後を相続する。
同4年、父に先立って病死した。

## 人物
- 延享年間、薬丸家に示現流の門人たちが集っていたところ、突然隣の家に落雷があった。その家はたちまち火事になり大騒動となり、門人たちも慌てふためいたが、薬丸家一同（兼慶、兼雄、兼中）は何事もなかったかのように談笑を続けていた。これをみた門人たちは薬丸一門の豪胆ぶりに感服した。
- 父の薬丸兼慶より薬丸家家伝の示現流を修めるとともに、東郷実満にも入門し、東郷位照らとともに研鑽に励んだ。また兼雄は博学であり、特に兵学に優れていた。しかしながら、初お目見えは弟と同時に行ったが、この時32歳と比較的遅めであったこともあり、父のようには出世することがなく、50代でようやく藩職についた。病気で職を辞したが、藩の方からは全快したら、面談をもって召し仕う旨を伝えられていた[2]。